# Не в Портленде
«Не в Портленде» (англ. Not in Portland) — седьмая серия третьего сезона американского телесериала «Остаться в живых». Центральный персонаж серии — Джульет Бёрк. Впервые за сериал центральным персонажем стал другой, и во второй раз им стал не выживший в авиакатастрофе.

## Сюжет

### Воспоминания
Джульет работает специалистом по бесплодию в клинике в Майами. Она посещает свою сестру (которая больна раком, но хочет забеременеть) и в коридоре проходит мимо Итана Рома. Он говорит «привет», но Джульета его не знает. Она будит Рэйчел и делает ей укол. У Рэйчел выпали волосы после химиотерапии. Джульетта говорит Рэйчел, что это можно прекратить, если она захочет. Рэйчел обеспокоена тем, что об этом может узнать бывший муж Джулии Эдмунд Бёрк, который возглавляет исследовательскую лабораторию. Эдмунд сталкивается с Джульет. Он знает, что она ворует сыворотку для эксперимента над своей сестрой. Если она не позволит ему участвовать в этом, то он сдаст её начальству. У Джульет собеседование с Ричардом Алпертом из института бионаук Митилиос. Он говорит Джульет, что Митилиос находится в Орегоне, недалеко от Портленда, и что у них частное финансирование. Джульетта не понимает, зачем она им нужна. Он показывает ей УЗИ женщины, чья матка указывает, что ей уже 70, но Алперт говорит, что ей всего 26. Джульет хочет знать, что произошло. Алперт говорит, что если она будет работать с ними, то у неё будет полная свобода и деньги, чтобы это выяснить. Но она отказывается, так как её бывший муж не позволит ей этого сделать. Алперт настаивает, что должно быть что-то, что они могут сделать. В отчаянии Джулия говорит, что разве что его собъёт автобус. Смущённая и готовая заплакать, Джульет говорит, что она не лидер, а размазня. Рэйчел говорит Джульет об успехе — она беременна. Джулия уходит и рассказывает это Эдмунду, но с оговоркой, что ей не нужна огласка. Эдмунд начинает возражать, но по иронии судьбы его сбивает автобус! Джульет отправляет в морг для опознания тела. Затем появляются Алперт и Итан, чтобы выразить их соболезнования. Джульет вспоминает, что на собеседовании она сказала, что хотела бы, чтобы его сбил автобус. Алперт говорит, что это глупость, но напоминает, что предложение ещё в силе. Оно только на 6 месяцев. Джулия вернётся ещё до родов Рэйчел. Джульет удивлена, что они знают о её сестре. Алперт отвечает, что они очень тщательно исследуют претендентов. Джульет хочет взять сестру с собой, но он говорит, что она не сможет получить должного ухода. Но Джульет говорит, что в Портленде полно клиник, на что Алперт отвечает, что это не совсем в Портленде.

### События
Сойер избивает Пикетта и второго другого, забирает оружие и запирает их в клетке. Они с Кейт бегут. Джульет приказывает Айвану вернуть их обратно и убить, если понадобится. Джек предупреждает её, что позволит Бену умереть. Он говорит Тому, что она просила его убить Бена. Джульет отрицает это. Том приказывает ей выйти из комнаты. Кейт и Сойер добираются до берега и понимают, что им нужна лодка. Убегая от Пикетта, Джейсона и Айвана и отстреливаясь от них, они бегут в джунгли, где встречают Алекс, которая прячет их в замаскированной яме. Она говорит, что у неё есть лодка и они смогут ей воспользоваться, если спасут её друга Карла. Том предупреждает Джека, что если умрёт Бен, то он тоже умрёт. Внезапно Бен их прерывает — он в сознании и всё слышал. Он хочет поговорить с Джульет наедине. После их разговора Джульет говорит Джеку, что если он завершит операцию и спасёт Бена, то она поможет Кейт и Сойеру сбежать. Алекс ведёт Кейт и Сойера к зданию, где держат Карла. Они обманом разоружают охранника и попадают внутрь. Они находят Карла в комнате 23, где он привязан к креслу с четырьмя капельницами и вынужден смотреть фильм. Картинки гипнозизируют его («Мы сами причина своих страданий»), а из динамиков раздаётся громкая музыка (очень похоже, что это были кадры психоделики). Они освобождают его и направляются к лодке Алекс. Джек продолжает операцию. Он спрашивает, почему они просто не отвезли Бена в больницу, если они могут выбраться с острова,. Том начинает говорить про фиолетовое небо, которое повредило связь, но Джек случайно задевает артерию Бена. Алекс приводит Кейт, Сойера и Карла к лодке. Внезапно из джунглей выбегает Пикетт и он готов выстрелить в Сойера, но его окликает Джульет и убивает его из пистолета. Джульет говорит, что они все свободны, кроме Алекс. Алекс прощается с Карлом.
Джек не может настроиться на операцию и требует дать ему рацию для связи с Кейт. Джульет даёт Кейт рацию. Джек просит Кейт пересказать ему историю, чтобы доказать, что они в безопасности. Джек требует, чтобы Кейт пообещала ему, что они никогда за ним не вернутся. После этого Кейт, Сойер и Карл уплывают. Джек с помощью Тома останавливает кровотечение и спасает Бена. Джульет возвращается, и Джек спрашивает её, что ей сказал Бен. Джульет отвечает, что она на острове уже 3 года, 2 месяца и 28 дней. Бен пообещал ей, что если она сохранит ему жизнь, то он наконец-то отпустит её домой.